# J. B. 프리츠커
J. B. 프리츠커(J. B. Pritzker, 본명: 제이 로버트 "J. B." 프리츠커, Pritzker, 1965년 1월 19일 ~ )는 미국 사업가, 자선가, 변호사 및 정치인으로 2019년부터 일리노이주 제43대 주지사를 역임하고 있다. 세계적인 호텔 체인 하얏트를 소유한 부유한 프리츠커 가문의 일원인 프리츠커는 시카고에 본사를 두고 있으며 그는 프리츠커 그룹(Pritzker Group)과 같은 여러 벤처 캐피털 및 투자 스타트업을 시작했으며 그곳에서 관리 파트너로 재직하고 있다. 그의 추정 개인 순자산은 36억 달러이다.
프리츠커는 오랫동안 재정적 후원자이자 민주당의 적극적인 의원이었다. 그는 혼잡한 예비선거에서 승리한 후 2018년 주지사 선거에서 일리노이 주지사 민주당 후보가 되었다. 그는 2018년 11월 6일 총선에서 공화당 현직 브루스 라우너를 누르고 2019년 1월 14일 취임했다. 프리츠커는 2022년 재선됐다.

## 역대 선거 결과
| 선거명      | 직책명          | 대수 | 정당   | 득표율 | 득표수      | 결과 | 당락                 |
| ----------- | --------------- | ---- | ------ | ------ | ----------- | ---- | -------------------- |
| 2018년 선거 | 일리노이 주지사 | 43대 | 민주당 | 54.53% | 2,479,746표 | 1위  | 일리노이 주지사 당선 |
| 2022년 선거 | 일리노이 주지사 | 43대 | 민주당 | 54.27% | 2,070,981표 | 1위  | 일리노이 주지사 당선 |